# Ehsan Ghaem-Maghami
Ehsan Ghaem-Maghami (tiếng Ba Tư: احسان قائم‌مقامی; sinh ngày 11 tháng 8 năm 1982) là một đại kiện tướng cờ vua người Iran (2000). Trong bảng xếp hạng FIDE vào tháng 9 năm 2011, anh có hệ số Elo là 2583.

## Thời thơ ấu
Ehsan sinh ngày 11 tháng 1 năm 1982 tại Tehran và học chơi cờ vua từ khi còn 8 tuổi. Sự gia tăng sớm của anh trong cộng đồng cờ vua nhanh chóng khi anh giành danh hiệu vô địch của nam giới Iran ở tuổi 14. Trong khi đó một cầu thủ bóng đá tài năng và đội trưởng của đội bóng đá thiếu niên Tehran ở tuổi 10, sự quan tâm của anh đối với cờ vua đã vượt quá sự quan tâm của anh bóng đá, gây ra sự lựa chọn của anh ấy trước đây.